# Sistema de decisión juez-asesor
Un sistema de decisión juez-asesor ( JAS, por sus siglas en inglés) es un tipo de asesoramiento y decisión que a menudo se estudia en la investigación del asesoramiento como  un subconjunto de la toma de decisiones en las ciencias sociales. Los dos roles en un JAS son los roles de juez y asesor. El juez es el que toma las decisiones, evalúa la información relacionada con una decisión en particular y hace el juicio final sobre el resultado de la decisión. El asesor es una persona que brinda consejos, información o sugerencias al juez.

## Roles
Un componente clave de la dinámica en un JAS es la diferenciación entre los dos roles en el sentido de que, si bien el asesor proporciona información para la decisión, el poder real de toma de decisiones reside únicamente en el juez. Este poder de decisión de una sola persona diferencia el modelo JAS y los modelos relacionados, como el modelo del equipo jerárquico de toma de decisiones de Hollenbeck de los modelos más ampliamente estudiados en los que la decisión final la decide mutuamente el equipo en su conjunto.
Si bien es más fácil pensar en un JAS en términos de superiores y subordinados (como en las relaciones estudiante-asesor o trabajador-gerente), las posiciones sociales diferenciadas o de poder no son necesarias. Todo lo que se requiere es que solo una persona (el juez) tenga la última palabra en el resultado de la decisión; todas las demás aportaciones dadas al juez pueden tomarse en consideración, pero no es necesario actuar en consecuencia. Por lo tanto, incluso una situación en la que un amigo recibe consejos de un compañero puede considerarse un JAS.
Aunque los ejemplos de JAS prevalecen en entornos del mundo real, para el análisis se estudian en experimentos de laboratorio en los que los roles de juez / asesor se asignan al azar y las situaciones / variables se manipulan a nivel entre sujetos. Tales manipulaciones permiten un estudio sistemático de los factores que afectan la forma en que un juez reacciona y responde a los consejos de un asesor.

## Utilización del asesoramiento y descuento del asesoramiento
La utilización del asesoramiento es el grado en que los jueces toman en consideración el asesoramiento de un asesor en el resultado de su decisión final, y el descuento del asesoramiento es cualquier efecto que reduzca el grado de utilización del asesoramiento. Ambos términos se utilizan con frecuencia de manera intercambiable en la literatura del JAS, ya que están relacionados en oposición entre sí (es decir, el descuento del asesoramiento es una falta de utilización del asesoramiento). La cantidad de utilización es uno de los resultados más considerados de un proceso de decisión del JAS y depende de todos los tipos de entradas que se describen a continuación. Además de estos inputs, existen teorías para otras fuentes de asesoramiento que se descuentan en la literatura sobre toma de decisiones; tres de las teorías más dominantes son la información diferencial, el anclaje y el sesgo egocéntrico.
- La teoría de la información diferencial propone que el descuento del asesoramiento deriva del hecho de que, a diferencia de las propias opiniones de las personas, estas no son conscientes de las razones internas de los asesores para formular sus opiniones y, por lo tanto, son menos aptas para aceptarlas plenamente.[5][6]
- La segunda teoría, el anclaje, sugiere que las personas usan su propia opinión como el punto de partida para su elección, y solo usan la opinión del asesor hasta cierto punto, para ajustar su posición inicial hacia arriba o hacia abajo.[7]
- La tercera teoría, el sesgo egocéntrico, propone que el descuento del asesoramiento se debe a que los jueces creen que son superiores a los demás, por lo que sopesan su propia opinión con más fuerza que las aportaciones de cualquier otra fuente.[8]

En la literatura del JAS, una de las clasificaciones de descuento del asesoramiento más sólidas es el descuento de consejos egocéntrico, que se basa conceptualmente en las teorías básicas del anclaje y el sesgo egocéntrico. En pocas palabras, el sesgo egocéntrico es la tendencia de las personas a preferir consejos y opiniones que se alinean estrechamente con sus propias opiniones, formadas antes de escuchar cualquier consejo. Por lo tanto, los jueces tienden a sopesar demasiado los consejos de los asesores que son similares a su propio punto de vista, independientemente del tipo de experiencia que parezca tener un asesor. Por el contrario, si el consejo dado es muy diferente a las opiniones iniciales del juez, ese consejo se descartará mucho más de lo que debería, dado el nivel de experiencia del asesor.

## Antecedentes de la utilización del asesoramiento

### Estilo de toma de decisiones
El estilo de toma de decisiones se refiere a las diferencias en las formas en que los individuos abordan las tareas de decisión y responden a las situaciones. En un JAS, los diferentes estilos de los jueces pueden afectar la forma en que aceptan y responden a los consejos de los asesores. Los cinco estilos identificados por Scott y Bruce (1995) son racionales, intuitivos, dependientes, espontáneos y evitativos.
- Racional: confiar en evaluaciones lógicas y búsquedas exhaustivas de toda la información relevante.
- Intuitivo: confiar en la intuición, las corazonadas y otros intangibles
- Dependiente: depender de otros para recibir consejos y orientación.
- Espontáneo: confiar en un fuerte impulso para tomar decisiones lo antes posible.
- Evitativo: confiar en estrategias para posponer el proceso de toma de decisiones el mayor tiempo posible

Estos estilos no son mutuamente excluyentes dentro de un individuo, pero existen diferencias de patrones discernibles entre las personas. Aunque no se examinan explícitamente en muchos estudios del JAS, la comprensión de estas diferencias de estilo de toma de decisiones puede informar la comprensión futura de la dinámica de la toma de consejos.

### Competencia para la toma de decisiones
Los jueces pueden diferir en su susceptibilidad a una serie de errores diferentes en la toma de decisiones; estas diferencias características se consideran sus competencias específicas para la toma de decisiones. Si bien la competencia para la toma de decisiones se ha dividido en categorías de varias maneras diferentes, uno de los marcos más aceptados es la escala de competencia para la toma de decisiones del adulto (A-DMC), desarrollada por Bruine de Bruin y otros. El A-DMC consta de 7 categorías de competencias para la toma de decisiones que incluyen dimensiones como Resistencia al encuadre y Reconocimiento de normas sociales (ver Bruine de Bruin et al., 2007, para una descripción completa). Las debilidades en estas diferentes áreas hacen que los jueces sean más susceptibles a errores particulares de juicio y pueden influir en la forma en que se reciben y se utilizan los comentarios del asesor.

### Confianza y confidencia
El nivel de confianza que un juez tiene con un asesor está directamente relacionado con el grado en que se tiene en cuenta el asesoramiento. Cuando los jueces confían en sus asesores, es más probable que acepten los consejos que se les dan, en igualdad de condiciones. Tenga en cuenta que la relación de confianza en un JAS con frecuencia está desequilibrada debido a la mayor importancia de la confianza para el juez que para el asesor. Esto se debe a que el juez debe depositar cierta confianza en los asesores para poder utilizar sus consejos en la decisión, de la que solo el juez es responsable en última instancia. Los asesores, por otro lado, generalmente no necesitan confiar en un juez para simplemente transmitir una sugerencia o información. Dada esta dinámica, las consideraciones de los niveles de confianza solo deben hacerse desde la perspectiva del juez y no desde la perspectiva del asesor. Las personas influyentes clave de los niveles de confianza del JAS incluyen la confianza percibida sobre el asesor y la experiencia de este en el tema. 

### Tipo de asesoramiento
El tipo de consejo dado por un asesor puede influir en la forma en que el juez lo recibe. En un JAS, el concepto de asesoramiento debe ser más amplio que la definición típica de una recomendación para un resultado particular en una situación de decisión. Si bien este tipo de información es ciertamente un tipo de consejo, también existen otros tipos de consejos. Dalal y Bonaccio (2010) sugieren que hay 4 tipos diferentes de consejos:
- Recomendación para: asesoramiento a favor de una alternativa particular
- Recomendación en contra: consejo en contra de una o más alternativas
- Información: consejo neutral que da más información sobre las alternativas sin sugerir una en particular.
- Apoyo a la toma de decisiones: sin asesoramiento sobre resultados específicos; en cambio, aportes o apoyo para guiar el proceso de toma de decisiones del juez

Los jueces reaccionan a estos cuatro tipos de consejos con preferencias diferenciadas. Si bien los detalles del tipo particular de tarea de decisión y las diferencias individuales del juez pueden afectar el grado de preferencia entre los tipos, la investigación inicial muestra que los consejos de tipo de información son los preferidos. Este tipo de consejo ha sido poco reconocido en gran parte de la literatura sobre la toma de consejos y se espera que reciba más atención en el futuro.

### Tipo de tarea
La dificultad de la tarea de decisión influye en la medida en que los jueces confían en las aportaciones de los asesores. Cuando se le asigna una tarea difícil a un juez, existe una tendencia a confiar demasiado en los consejos recibidos de los asesores; a la inversa, los jueces tienden a confiar menos de lo que deberían en la información del asesor cuando la tarea parece relativamente fácil. Por ejemplo, si los jueces necesitan tomar una decisión sobre qué acciones tendrán la mejor evolución en función de los datos financieros complejos que se les proporcionen, es probable que se sometan al consejo de sus asesores independientemente de su supuesta experiencia, ya que el propio juez comprende poco la situación. Sin embargo, si la tarea de decisión les parece más directa o sencilla a los jueces, será mucho más probable que sopesen sus propias opiniones más que las aportaciones de sus asesores, independientemente de los niveles de experiencia que tengan los asesores.
Si bien las tareas de decisión más utilizadas en la literatura JAS son aquellas que implican elegir la opción "correcta" o "mejor", un tipo de decisión completamente diferente a considerar es la que implica una elección basada en el gusto o la preferencia. Estas situaciones surgen con frecuencia en la vida y son parte de casi todas las decisiones de los consumidores sobre el tipo de música a comprar, la ropa a usar o los restaurantes a los que ir. Aunque menos explorado en la literatura del JAS, Yaniv et al. (2011) proporcionaron evidencia de que en estas situaciones de preferencia, la similitud del asesor con el juez es el predictor más fuerte de cuánto aceptará el juez el consejo. Esta similitud puede ser con respecto a la historia previa del asesor que tiene preferencias similares en una categoría dada (por ejemplo, califica el mismo tipo de canciones altamente) o relacionada con características demográficas básicas (por ejemplo, que tengan aproximadamente la misma edad).

### Solicitud de asesoramiento
El consejo de un asesor puede ser solicitado (el juez busca información) o no solicitado (la información se da automáticamente sin que se solicite). Se ha demostrado que el grado de utilización del asesoramiento se ve influido por cuál de estas dos situaciones afecta a la decisión en cuestión. Como puede esperarse según la sabiduría convencional, la utilización de asesoramiento suele ser mayor para el asesoramiento solicitado que para el no solicitado. Cuando las personas buscan consejo, se da a entender que están abiertas a considerar opiniones distintas a las suyas y son propensas a una mayor utilización de los consejos. Por el contrario, los consejos no solicitados pueden verse como intrusivos o como un tipo de crítica del asesor sobre la competencia del juez para tomar una decisión correcta.

### Otros factores que contribuyen a la utilización del asesoramiento

#### Financiero
Se ha demostrado que varias características de la tarea de decisión o de la relación juez-asesor disminuyen el efecto del descuento egocéntrico. Primero, si existe un incentivo financiero para tomar la decisión correcta o la mejor decisión, los jueces tienden a depender más de sus asesores. Del mismo modo, cuando los jueces deben pagar por un consejo, esa información la tienen mucho más en cuenta que cuando se la dan libremente. Se cree que el efecto de pagar por un asesoramiento se basa en la teoría económica de los costos hundidos .

#### Características del asesor
En situaciones donde los jueces perciben que los asesores tienen un conocimiento experto, se toma más en cuenta el asesoramiento recibido, independientemente de la similitud con las opiniones del propio juez. Este hallazgo es intuitivo: cuanto menos sepa alguien sobre una situación en relación con su asesor, es más probable que tenga en cuenta el consejo de esa persona. También se ha demostrado que las características del asesor comúnmente asociadas con un conocimiento superior, como ser mayor, más formado o más experimentado, disminuyen el descuento egocéntrico en situaciones de toma de decisiones.

#### Dificultad de la tarea
Más allá de las características del asesor y los factores financieros, la naturaleza de la tarea de decisión en sí misma puede influir en el grado en que se acepta el asesoramiento. En tareas relativamente fáciles, los jueces tienden a considerar las aportaciones de los asesores en menor grado de lo que deberían, si se basarán solo en la experiencia conocida del asesor. De manera similar, cuando se les presenta una tarea muy difícil, los jueces tienden a depender demasiado de las aportaciones del asesor. Es importante tener en cuenta esta dinámica cuando se trata de identificar situaciones del mundo real en las que las personas son vulnerables a ser extremadamente influenciadas por personas que se hacen pasar por "expertos".

## Consecuencias de la utilización del asesoramiento

### Precisión de la decisión final del juez
Se ha demostrado ampliamente que los resultados de la toma de decisiones en un JAS (u otras estructuras de asesoramiento) son más precisos que los de situaciones con tomas de decisiones aisladas. Este resultado debe esperarse dado que las situaciones de asesoramiento a menudo permiten a los jueces acceder a conocimientos más allá de lo que podrían tener ellos mismos como individuos. Cuando los jueces tienen acceso a múltiples asesores con diferentes fuentes de información, la precisión de sus decisiones mejora aún más. Una posible razón de esto se debe al promedio entre los asesores que hace el juez al integrar los diferentes consejos. Al igual que en los pronósticos, las variaciones individuales entre los consejos se vuelven menos pronunciadas y los jueces se quedan con una posición que tiene la fuerza del consenso detrás.

### Confianza del juez en la decisión final
Hay varios aspectos clave del sistema JAS que influyen en el grado en que el juez tiene confianza en que su decisión sea precisa o correcta. Se ha demostrado que el grado de acuerdo entre los asesores afecta la confianza de los jueces en su decisión, de modo que un mayor desacuerdo entre los asesores se asocia con una baja confianza. Otro factor que ha demostrado influencia sobre la confianza del juez es el esfuerzo que el juez debe hacer para comprender y reaccionar ante los consejos ofrecidos por los asesores. A medida que aumenta el esfuerzo para procesar y comprender los consejos, también aumenta la confianza general de un juez en su decisión final. Por último, se descubre que los jueces pueden llegar a tener demasiada confianza en sus decisiones cuando tienen que depender casi por completo de las recomendaciones de los asesores (debido a que ellos mismos no tienen suficiente información específica de la tarea).

## Aplicaciones
Se pueden encontrar ejemplos de sistemas de juez-asesor en muchas situaciones del mundo real. Como lo demuestran varios estudios, los asesores con diferentes puntos de vista y diferentes grados de información única pueden interactuar con los tomadores de decisiones de formas complejas y, a veces, perjudiciales. Los responsables de la toma de decisiones se encuentran entonces en la difícil posición de agregar todos estos consejos y tomar la decisión más fundamentada. Estas decisiones a veces pueden ser objeto de un gran escrutinio y no producir la solución más eficaz.
Un JAS muy común surge cuando las personas reciben consejos de médicos y otros profesionales médicos. Por ejemplo, una persona con diabetes puede recibir consejos específicos sobre cómo controlar mejor su nivel de azúcar en sangre después de una situación que requiera que vaya al hospital. Luego, esa persona puede buscar segundas opiniones sobre ese consejo antes de tomar una decisión sobre si cambiará o no su comportamiento para adaptarse a esas recomendaciones. Como se encuentra en la investigación del JAS, las personas a menudo no utilizan completamente las recomendaciones de los médicos, y a menudo en su propio perjuicio.
En cada una de estas situaciones, poder encontrar la manera de hacer que el sistema de asesoramiento sea más eficiente y productivo tiene claros beneficios. Comprender las formas más efectivas de dar consejos tiene un gran potencial en los programas de capacitación para asesores, mentores y en la capacitación gerencial en su conjunto. Un ejemplo de tal aplicación se ve en el trabajo de Wilkins et al. (1999) sobre el desarrollo de las ayudas para la toma de decisiones Raven y CoRaven utilizadas por los militares para filtrar y representar cantidades masivas de datos del campo de batalla para la planificación estratégica. Utilizando principios derivados de la investigación del JAS, los autores pudieron analizar y comprender mejor las ayudas, y el resultado fue un sistema más eficaz que hace que la toma de decisiones en el campo de batalla sea un proceso menos arriesgado. En esta situación, los investigadores trataron al software inteligente como un asesor y al oficial al mando como un juez. Bajo esta suposición, los investigadores aplicaron los hallazgos de la investigación del JAS pasados y actuales para evaluar críticamente el software con la esperanza de mejorar su funcionalidad. Esta utilización de la investigación del JAS es un ejemplo de una de las aplicaciones más prometedoras y directas del paradigma: la tecnología colaborativa, que puede facilitar los procesos de toma de decisiones que son demasiado complejos para la cognición humana por sí sola.
La investigación del sistema también se puede aplicar a los negocios, las finanzas, la educación y muchos otros campos en los que es común la toma de decisiones grupales jerárquicas. Las aplicaciones de dicha investigación podrían usarse para tomar decisiones urgentes más eficientes y precisas en situaciones de alto impacto, como salas de emergencia, lo que podría salvar la vida de los pacientes que lo necesitan. El marco JAS podría aplicarse de manera eficaz en los asuntos públicos para aumentar la velocidad a la que se crean y promulgan nuevas políticas. Otras aplicaciones directas e indirectas son posibles para prácticamente todas las situaciones en las que existe una toma de decisiones grupal jerárquica.

## Direcciones de investigación futuras
La investigación del JAS es todavía un campo en desarrollo con crecimiento necesario en un par de áreas clave. Un área de interés es una comprensión más profunda de los motivos de los tomadores de decisiones en situaciones de JAS, más allá de la precisión y la autonomía de las decisiones. En el mundo real, los tomadores de decisiones con frecuencia tienen otros muchos motivos más allá de tomar la decisión más precisa e informada, a menudo debido a influencias sociales. Algunos motivos adicionales que ya se han citado incluyen intentar distribuir la responsabilidad de una decisión, minimizar la cantidad de esfuerzo del tomador de decisiones, y mantener una buena relación con el (los) asesor (es).
Como se mencionó anteriormente, un tema menos explorado que ha surgido en la literatura del JAS se refiere a las decisiones relacionadas con cuestiones de gusto. Debido a la relativa novedad de este trabajo, existe una amplia oportunidad para realizar más investigaciones. Las nuevas preguntas planteadas por esta investigación incluyen el efecto de las influencias normativas sobre las preferencias gustativas y las brechas de empatía (es decir, la preferencia de los individuos por un determinado alimento en un estado "sin hambre" versus "hambre").
Finalmente, un tema importante que necesita más estudio es extender el contexto de la toma de decisiones más allá de lo que ya se ha observado para ver cómo esta extensión afecta al JAS. Esta área de investigación está relacionada con preocupaciones sobre la generalización de muchos estudios JAS a situaciones de toma de decisiones del mundo real; en otras palabras, que los estímulos en entornos de laboratorio controlados se empobrecen en comparación con los estímulos que los individuos experimentan en sus propias vidas. Por lo tanto, ha habido un llamamiento a la investigación que reproduzca hallazgos anteriores en un contexto situacional más "rico".